# محمدعلی اراکی
محمدعلی اراکی (۲ دی ۱۲۷۳ – ۸ آذر ۱۳۷۳) فقیه، مرجع تقلید شیعه و عارف و از ائمهٔ جمعه در ۲ دی ۱۲۷۳ خورشیدی در شهر اراک به دنیا آمد. او داماد «محمد ابراهیم خوانساری»، صاحب مدرسه حاج محمدابراهیم و باجناق عبدالکریم حائری یزدی نیز هست. وی پس از مهاجرت عبدالکریم حائری یزدی به قم، از اراک به قم رفت و تا پایان عمر در حوزه علمیه قم ماند. او در اواخر عمر به شیخ الفقهاء و المجتهدین ملقب شد.
وی در تأسیس حوزهٔ علمیهٔ قم مشارکت داشت و پس از وفات سید محمدرضا گلپایگانی به عنوان یکی از مهم‌ترین مراجع تقلید شیعیان ایران شناخته شد.

## تحصیل
محمد علی اراکی پس از یادگیری خواندن و نوشتن، در نوجوانی وارد حوزه علمیه اراک شد و در درس سید جعفر شیثی حضور یافت. دروس سطح را نزد سید محمدتقی خوانساری گذراند و هم‌زمان با تحصیل دوره سطح، در درس شرح منظومه محمدباقر اراکی شرکت کرد. وی همچنین در درس آقا نورالدین اراکی و عبدالکریم حائری یزدی نیز شرکت کرده‌است. ایشان با سید احمد خوانساری مباحثه علمی داشت و از وجود ایشان استفاده فقهی می‌نمود.

## تاثیرگذاران
سید هاشم موسوی خوانساری (از فقهای شیعه) و همچنین سید محمدتقی خوانساری (از مراجع تقلید شیعه) از جمله افراد تأثیرگذار بر وی بوده‌اند.

### سید هاشم موسوی
سید هاشم موسوی خوانساری از افراد تأثیرگذار بر محمد علی اراکی بوده‌است.
سید هاشم موسوی خوانساری فرزند سید میر محمد فرزند سید میر باقر از سادات موسوی و از نوادگان امامزاده صالح قصیر مدفون در بیدهند خوانسار و امامزاده سید عیسی المجاهد در کوهرنگ بختیاری است. اطلاع دقیقی از محل تحصیل او در دست نیست اما به نقل از سید مهدی غضنفری خوانساری (نوه وی)، سید هاشم در دو حوزه علمیهٔ بروجرد واصفهان، تحصیلات خود را نزد استادان مطرح وقت شروع نمود. وی در حوزه علمیه بروجرد نزد سید محمود طباطبایی بروجردی «صاحب کتاب مواهب السنیه فی شرح الدرة النجفیة» و در حوزه علمیه اصفهان نزد سید محمد هاشم چهار سوقی خوانساری «صاحب مبانی الاصول» تلمذ نمود و به مدارج عالی علمی و فقهی رسید و صاحب اجازات روائی و اجتهاد شد. سید هاشم از فقیه معاصر سید محمود موسوی خوانساری (آقا میرعظیم) صاحب اجازه اجتهاد شده‌است. محل عبادتش، که سید در آن چله نشینی می‌کرده و عبادات طولانی انجام می‌داده‌است را مردم روستای سنج مسجد سید هاشم می‌خوانند. همچنین محل تهجد و عبادت سید در شهر خوانسار را مردم منطقه، کوه محراب می‌نامند. تنها فرزند ذکور وی میرزا سید محمدتقی غضنفری خوانساری، مؤسس و اقامه کننده نماز جمعه در دوره معاصر است. سید هاشم در سال ۱۳۴۹ قمری در خوانسار وفات نمود و در مقبره خانوادگی در قبرستان معروف به «پیلگوش» به خاک سپرده شد.
سید مهدی ابن الرضا خوانساری در کتاب ضیاء الابصار در وصف سید هاشم موسوی می‌نویسد:
  «کان سیّداً جلیلاً حسیباً نسیباً فاضلاً عالماً ورعاً و کان من الموجّهین عند العامّه و من أئمهٔ الجماعهٔ» 

## آثار
- مناسک حج
- توضیح المسائل
- رساله استفتائات
- کتاب النکاح و الطلاق
- شرح و حاشیه بر عروة الوثقی
- حاشیه بر درر الاصول عبدالکریم حائری
- تقریرات درس محمد سلطان العلماء اراکی
- تقریرات درس فقه سید محمدتقی خوانساری
- تقریرات درس فقه و اصول عبدالکریم حائری یزدی
- مقدمه بر تفسیر «القرآن و العقل» سید نورالدین اراکی

## درگذشت
اراکی، در ۸ آذر ۱۳۷۳ در قم درگذشت و پس از اقامه نماز توسط محمدتقی بهجت در حرم فاطمه معصومه به خاک سپرده شد.